# 인터넷 익스플로러 모바일

인터넷 익스플로러 모바일(Internet Explorer Mobile)은 마이크로소프트가 만든 트라이던트 기반 모바일 브라우저로 윈도우 모바일에 기본적으로 탑재되어 나온다. 인터넷 익스플로러 6이나 인터넷 익스플로러 7이랑 비슷하며. 이전 버전의 인터넷 익스플로러 모바일은 똑같은 레이아웃 엔진에 기반해있지 않다. 인터넷 익스플로러 모바일은 윈도우 모바일이나 윈도우 CE 플랫폼에서 사용 가능하다. 또한 준 HD용 버전도 나와있다. 현재까지 나온 최신 버전은 인터넷 익스플로러 모바일 6.0으로, 약간 향상된 IE6 엔진을 사용한다. 현재 개발중인 버전은 인터넷 익스플로러 모바일 7로, IE7 트라이던트 엔진에 IE8 트라이던트의 기능을 약간 더했다. 윈도우 폰 7 용으로 개발중이다.

## 버전
포켓 인터넷 익스플로러는 1996년 11월에 출시된 윈도우 CE 1.0에서 처음 나왔으며 IE의 코드를 쓰지 않았고, 최대한 가볍게 만들려고 했다. 이후 출시된 포켓 IE 1.1은 HTTP 쿠키. HTTPS. SSL 등을 지원한다. 윈도우 CE 2.0과 나온 포켓 인터넷 익스플로러 2.0은 오프라인 브라우징. 강화된 HTML 지원(프레임셋. 표 지원 시작)등의 새로운 기능을 추가했다. 윈도우 CE 2.10과 나온 포켓 인터넷 익스플로러 3.0은 JScript와 여러 보안 프로토콜을 지원하기 시작했다.
포켓 인터넷 익스플로러 4는 ActiveX. CSS, VBScript 지원을 추가했고. 더 많은 HTML 및 HTTPS 기능을 추가했다. 포켓 PC 2002 용 포켓 IE는 DHTML이나 XML을 지원하며, WAP 사이트를 볼수도 있다. 포켓 인터넷 익스플로러 6.0은 Iframes 지원을 추가했고, FTP. XSLT 및 애니메이션 GIF 등을 지원한다.
새로운 인터넷 익스플로러 모바일 6은 윈도우 모바일 6.5의 일부로 출시되었다. 향상된 자바스크립트와 AJAX, 어도비 플래시 라이트 3.1을 지원한다. 또한 새로운 브라우저는 손가락에 최적화된 GUI를 제공하며,렌더링 품질과 속도도 향상되었다. 하지만 여전히 속도는 오페라 모바일이나 애플의 웹킷 기반 브라우저보다 떨어진다는 평가를 받고있다.인터넷 익스플로러 모바일은 Acid3 테스트를 5/100의 점수로 통과하지 못했다. .
2010년 2월 15일에 마이크로소프트는 새로운 윈도우 폰 7을 공개했다. 윈도우 폰 7은 멀티터치, 탭 브라우징 지원과 새로운 UI. 부드러운 확대/축소 애니메이션. IE7과 IE8의 두 엔진을 조금씩 섞은 새로운 인터넷 익스플로러를 탑재한다. 이 버전은 윈도우 폰 7의 업데이트 시스템과 개별적으로 레이아웃 엔진과 기능들을 업데이트할 수 있다.

## 같이 보기
- 오페라 미니
- 모바일 브라우저
- 웹 브라우저 목록